# Jesús Herrada
Jesús Herrada López (Mota del Cuervo, 26 juli 1990) is een Spaans wielrenner die sinds 2018 rijdt voor Cofidis, Solutions Crédits, waar hij enkele seizoenen ploeggenoot was met zijn oudere broer José.
Hij werd in 2007 en 2008 Spaans kampioen tijdrijden bij de junioren, in 2010 bij de beloften en in 2013 en 2017 op de weg bij de eliterenners. In de Ronde van Spanje 2018 pakte hij in de 12e etappe de leiding in het algemeen klassement.

## Belangrijkste overwinningen
2007
 Spaans kampioen tijdrijden, Junioren
2008
 Spaans kampioen tijdrijden, Junioren
2010
 Spaans kampioen tijdrijden, Beloften
2012
2e etappe deel A Ronde van Asturië
2013
 Spaans kampioen op de weg, Elite
5e etappe Ronde van Poitou-Charentes
2014
Jongerenklassement Ronde van Romandië
1e etappe Route du Sud
5e etappe Ronde van Poitou-Charentes
2015
2e etappe Ronde van Asturië
Puntenklassement Ronde van Asturië
2e etappe Ronde van de Limousin
2016
2e etappe Critérium du Dauphiné
2017
 Spaans kampioen op de weg, Elite
2019
Trofeo Ses Salines, Campos, Porreres, Felanitx
3e en 4e etappe Ronde van Luxemburg
Eind- en puntenklassement Ronde van Luxemburg
Mont Ventoux Dénivelé Challenge
6e etappe Ronde van Spanje
2021
Trofeo Serra de Tramuntana
2022
Classic Grand Besançon Doubs
7e etappe Ronde van Spanje
2023
2e etappe Ronde van Oman
Ronde van de Doubs
11e etappe Ronde van Spanje

## Resultaten in voornaamste wedstrijden

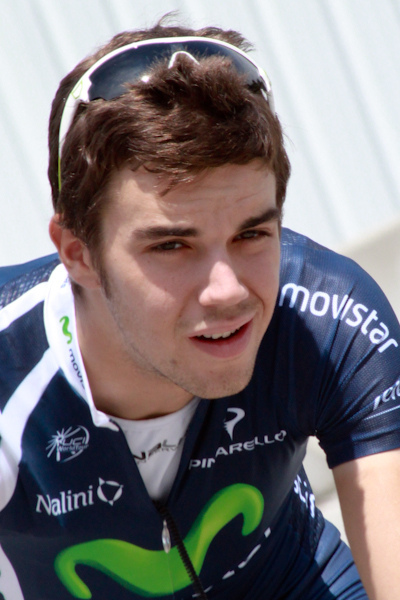
Herrada in 2011

| Jaar | Ronde van Italië | Ronde van Frankrijk | Ronde van Spanje |
| ---- | ---------------- | ------------------- | ---------------- |
| 2011 |                  |                     |                  |
| 2012 |                  |                     |                  |
| 2013 |                  |                     |                  |
| 2014 |                  | 61e                 |                  |
| 2015 | 74e              |                     |                  |
| 2016 |                  | opgave              |                  |
| 2017 |                  | 97e                 |                  |
| 2018 |                  | 47e                 | 21e              |
| 2019 |                  | 20e                 | opgave (1)       |
| 2020 |                  | 44e                 |                  |
| 2021 |                  | 87e                 | 38e              |
| 2022 |                  |                     | 56e (1)          |
| 2023 |                  |                     | 83e (1)          |
| 2024 |                  | opgave              | 85e              |
| 2025 |                  |                     |                  |

| Jaar | Gent-Wevelgem | Ronde van Vlaanderen | Parijs-Roubaix | Amstel Gold Race | Luik-Bast.‑Luik | Ronde van Lombardije | Waalse Pijl |  | WK op de weg |  | Wereldranglijsten |
| ---- | ------------- | -------------------- | -------------- | ---------------- | --------------- | -------------------- | ----------- |  | ------------ |  | ----------------- |
| 2011 |               | opgave               |                |                  | opgave          | opgave               | 66e         |  |              |  |                   |
| 2012 | 149e          | opgave               | opgave         |                  |                 |                      |             |  |              |  |                   |
| 2013 | opgave        | opgave               | opgave         |                  |                 | opgave               |             |  |              |  |                   |
| 2014 |               |                      | opgave         | opgave           | 87e             | opgave               | 41e         |  | 79e          |  | 126e (UWT)        |
| 2015 |               |                      | opgave         |                  |                 |                      |             |  |              |  | 212e (UWT)        |
| 2016 |               |                      |                |                  |                 |                      |             |  |              |  | 171e (UWT)        |
| 2017 |               |                      |                | 92e              | 116e            | opgave               | 79e         |  | 106e         |  | 62e (UWT)         |
| 2018 |               |                      |                |                  | 17e             |                      | 23e         |  | 61e          |  |                   |
| 2019 |               |                      |                |                  | 28e             |                      | 24e         |  |              |  |                   |
| 2020 |               |                      |                |                  | 26e             | 15e                  |             |  | 28e          |  |                   |
| 2021 |               |                      |                |                  | 37e             |                      | 29e         |  |              |  |                   |
| 2022 |               |                      |                |                  | opgave          | 48e                  | 16e         |  |              |  |                   |
| 2023 |               |                      |                |                  | opgave          |                      | 31e         |  | opgave       |  |                   |
| 2024 |               |                      |                |                  | 100e            |                      | opgave      |  |              |  |                   |
| 2025 |               |                      |                |                  |                 |                      | opgave      |  |              |  |                   |

## Ploegen
- 2011 –  Movistar Team
- 2012 –  Movistar Team
- 2013 –  Movistar Team
- 2014 –  Movistar Team
- 2015 –  Movistar Team
- 2016 –  Movistar Team
- 2017 –  Movistar Team
- 2018 –  Cofidis, Solutions Crédits
- 2019 –  Cofidis, Solutions Crédits
- 2020 –  Cofidis
- 2021 –  Cofidis
- 2022 –  Cofidis
- 2023 –  Cofidis
- 2024 –  Cofidis
- 2025 –  Cofidis

Amador · 
Arroyo · 
Bruseghin ·  
Costa · 
Erviti · 
García · 
Gutiérrez · 
Herrada ·  
Intxausti · 
Iriarte · 
Kiryjenka · 
Konovalovas ·
Lastras · 
López · 
Madrazo · 
Oyarzún · 
Pardilla · 
Pasamontes · 
Pérez ·
Plaza · 
Rojas · 
Samojlaw · 
Sanz · 
Soler · 
Tondó (tot 23/05) ·  
Ventoso
Amador · 
Arroyo · 
Bruseghin · 
Castroviejo ·
Cobo · 
Costa · 
Erviti · 
Gutiérrez · 
Jesús Herrada ·  
José Herrada ·
Intxausti · 
Iriarte · 
Karpets · 
Kiryjenka · 
Konovalovas ·
Lastras · 
López · 
Madrazo · 
Moreno · 
Pardilla · 
Plaza · 
Quintana · 
Rojas · 
Samojlaw · 
Sanz · 
Valverde · 
Ventoso ·
Visconti · 
Angarita (stagiair)
Amador · 
Arroyo · 
Bruseghin · 
Capecchi · 
Castroviejo · 
Cobo · 
Costa  · 
Dowsett · 
Erviti · 
Jesús Herrada · 
José Herrada · 
Gutiérrez · 
Intxausti · 
Karpets · 
Lastras · 
Madrazo · 
Moreno · 
Pardilla · 
Plaza · 
Quintana · 
Rojas · 
Samojlaw · 
Sanz · 
Szmyd · 
Valverde · 
Ventoso · 
Visconti
Amador · Antón · Capecchi · Castroviejo · Dowsett · Erviti · Gadret ·  Gutiérrez · Jesús Herrada · José Herrada · Intxausti · G. Izagirre · J. Izagirre · Lastras · Lobato · Malori · Moreno · Plaza · D. Quintana · N. Quintana · Rojas · Sanz · Sütterlin · Szmyd · Valverde · Ventoso · Visconti
Amador · Anacona · Antón · Capecchi · Castroviejo · Dowsett · Erviti · Fernández · Gadret · Jesús Herrada · José Herrada · Intxausti · G. Izagirre · J. Izagirre · Lastras · Lobato · Malori · Moreno · D. Quintana · N. Quintana · Rojas · Sanz · Soler · Sutherland · Sütterlin · Valverde · Ventoso · Visconti
Amador · Anacona · Arcas · Betancur · Castroviejo   · Dowsett · Erviti · Fernández · Jesús Herrada · José Herrada · G. Izagirre · J. Izagirre · Lobato · Malori · D. Moreno · J. Moreno · Oliveira · Pedrero · D. Quintana · N. Quintana · Rojas · Soler · Sutherland · Sütterlin · Valverde · Ventoso · Visconti  · Carapaz (stagiair)
Amador · Anacona · Arcas · Barbero · Bennati · Betancur · Bico · Carapaz · Carretero · Castroviejo   · de la Parte · Dowsett · Erviti · Fernández · Jesús Herrada · José Herrada · Izagirre · Malori · Moreno · Oliveira · Pedrero · D. Quintana · N. Quintana · Rojas · Soler · Sutherland · Sütterlin · Valverde
Bonnafond · N. Bouhanni · R. Bouhanni · Chetout · Claeys · Edet · Godon · Jesús Herrada · José Herrada · Hofstetter · Lafay · Laporte · Le Turnier · Lemoine · Maté · Navarro · Perez · Rossetto · Simon · Soupe · Teklehaimanot · A. Turgis · J. Turgis · Van Lerberghe · Van Staeyen · Vanbilsen · Morin (stagiair) · Puppio (stagiair) · Skaarseth (stagiair)
Atapuma · Berhane · N. Bouhanni · R. Bouhanni · Chetout · Claeys · Edet · Fortin · Hansen · Jesús Herrada · José Herrada · Hofstetter · Lafay · Laporte · Le Turnier · Lemoine · Maté · Mathis · Morin · Perez · Périchon · Rossetto · Simon · Soupe · Touzé · Van Lerberghe · Vanbilsen · Waeytens · Finé (stagiair) · Leyder (stagiair) · Viviani (stagiair)
Allegaert · Barceló · Berhane · Claeys · Consonni · Edet · Finé · Haas · Hansen · Jesús Herrada · José Herrada · Lafay · Laporte · Le Turnier · Lemoine · Martin · Maté · Mathis · Morin · Perez · Périchon · Rossetto · Sabatini · Touzé · Vanbilsen · Vermote · A. Viviani · E. Viviani  · Prodhomme (stagiair) · Zanoncello (stagiair)
Allegaert · Barceló · Berhane · Bohli · Carvalho · Champion · Consonni · Drucker · Edet · Fernández · Finé · Geschke · Haas · Jesús Herrada · José Herrada · Lafay · Laporte · Martin · Morin · Perez · Périchon · Rochas · Sabatini · Sajnok · Vanbilsen · A. Viviani · E. Viviani · Wallays · Toumire (stagiair) · Zingle (stagiair) · Lebreton (stagiair)
Allegaert · Armée · Bidard · Bohli · Carvalho · Champion · Cimolai · Consonni · Coquard · Delettre · Fernández · Finé · Geschke · Jesús Herrada · José Herrada · Izagirre · Kreder · Lafay · Martin · Perez · Périchon · Renard · Rochas · Sajnok · Thomas · Toumire · Vanbilsen · Villella · Wallays · Walscheid · Zingle · Kolze Changizi (stagiair) · Lecamus-Lambert (stagiair) · Wood (stagiair)
Allegaert · Bidard · Carvalho · Champion · Cimolai · Consonni · Coquard · Delettre · Fernández · Finé · Geschke · Jesús Herrada · José Herrada · Izagirre · Kreder · Lafay · Lastra · Mariault · Martin · Noppe · Perez · Périchon · Renard · Rochas · Thomas · Toumire · Wallays · Walscheid · Wood · Zingle · Gudnitz (stagiair) · Knight (stagiair) · Larmet (stagiair)
Allegaert · Aniołkowski · Champion · Coquard · De Gendt · Debeaumarché · Elissonde · Fernández · Finé · Fretin · Geschke · Gougeard · Hermans · Herrada · G. Izagirre · J. Izagirre · Knight · Lastra · Mahoudo · Mariault · Martin · Noppe · Oldani · Perez · Renard · Robeet · Thomas · Toumire · Wood · Zingle · Coppens (stagiair) · Gruszczynski (stagiair) · Larmet (stagiair)
Allegaert · Aniołkowski · Aranburu · Buchmann · Carr · Coquard · De Gendt · Debeaumarché · Ferron · Finé · Fretin · Herrada · Izagirre · Izquierdo · Knight · Lastra · Maas · Mahoudo · Maisonobe · Moniquet · Oldani · Ourselin · Perez · Renard · Robeet · Samitier · Teuns · Thomas · Toumire · Touzé